# Ciudad del Motor de Aragón
La Ciudad del Motor de Aragón, nota anche come Motorland Aragón, è un circuito motoristico situato ad Alcañiz, località della comunità autonoma spagnola dell'Aragona.

## Struttura

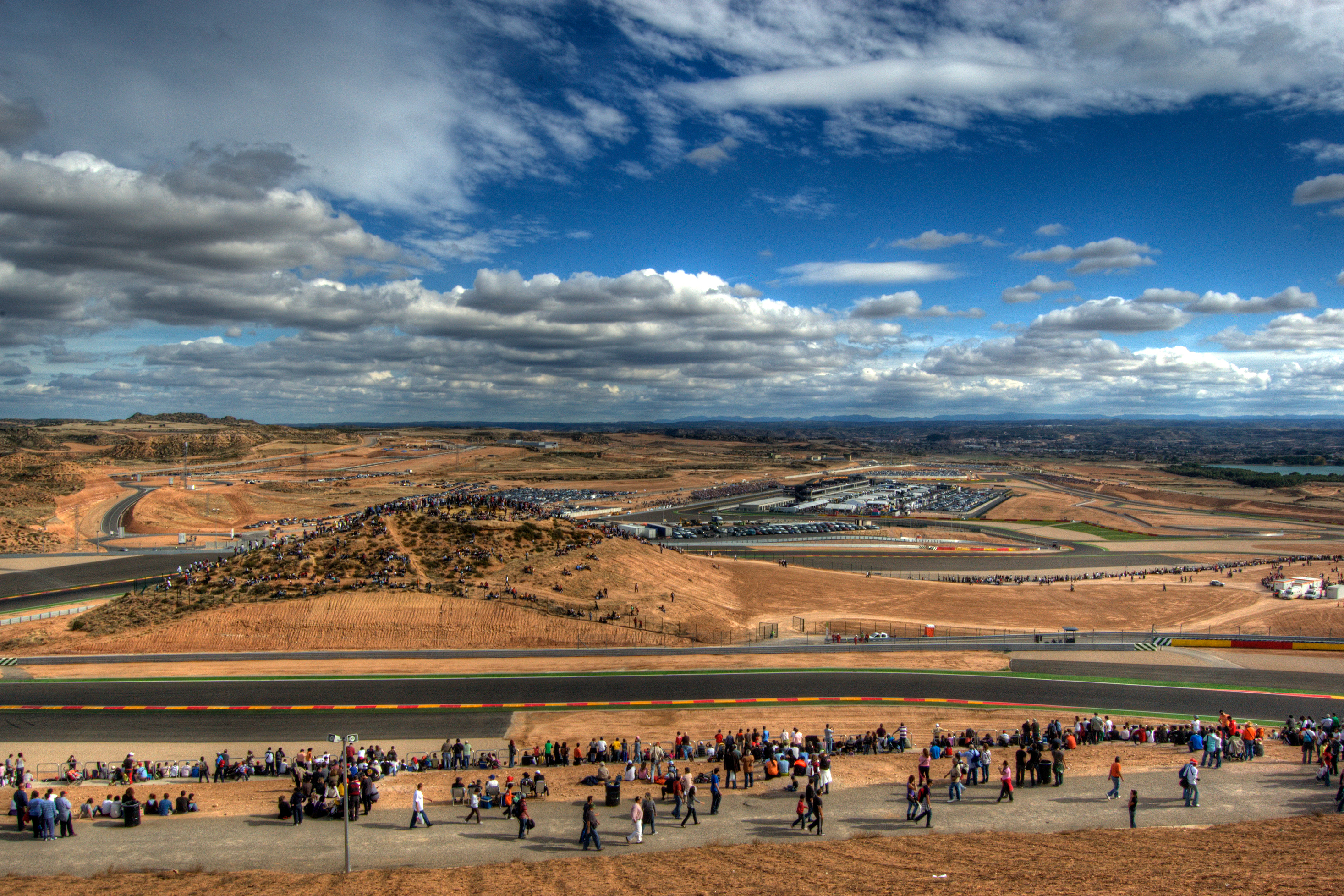
Vista di parte del circuito

Lungo 5 344 m, il circuito è stato progettato dal noto architetto tedesco Hermann Tilke in collaborazione con l'agenzia britannica Foster&Partners; consulente tecnico e sportivo del progetto è il pilota di Formula 1 Pedro de la Rosa.
Il complesso è stato progettato per comprendere tre aree principali: il parco tecnologico, l'area sportiva e un'area culturale e per il tempo libero. Il parco tecnologico ospiterà istituti di ricerca incentrati sull'industria automobilistica; l'area sportiva include il circuito di velocità (in più tracciati), un circuito di karting e diversi circuiti sterrati, mentre l'area tempo libero ospiterà un albergo e centri commerciali.

## Competizioni
Sul circuito si disputano gare valevoli per il campionato World Series by Renault nelle stagioni 2009 e 2010. Inoltre ha ospitato il Gran Premio d'Aragona del motomondiale 2010 in sostituzione della prova ungherese, dal momento che il tracciato in cui si sarebbe dovuta tenere, il Balatonring, non è stato ancora completato e omologato; si tratta del quarto Gran Premio motociclistico stagionale a disputarsi in terra spagnola dopo Jerez, Barcellona e Valencia. Il circuito ha stipulato con la Dorna un contratto che lo manterrà tra i circuiti di riserva fino al 2016, in sostituzione di eventuali circuiti nel frattempo ritiratisi.
Il circuito sarebbe stato il quartier generale europeo della ritirata scuderia di Formula 1 US F1.
Dal 2011 il circuito ospita la prova spagnola del campionato mondiale Superbike, la cui prima edizione si è disputata il 19 giugno e, sempre nel 2011, ha ospitato per la seconda volta una gara del motomondiale, sempre con il nome di GP d'Aragona e disputata il 18 settembre.